# Kloster St. Samuel (Akkon)
St. Samuel war eine Niederlassung der Prämonstratenser in Akkon im heutigen Israel zur Zeit des Königreichs Jerusalem.

## Geschichte
1185 bestätigte Balduin V. der Prämonstratenserabtei St. Samuel, die nördlich Jerusalem gelegen war, Einkünfte aus dem Markt von Akkon, ein Haus dort sowie den Besitz eines Turmes der Stadtmauer in der Nähe des Ordenshauses. Nachdem die Abtei St. Samuel 1187 in die Hände von Saladin gefallen war, floh der Konvent in die Besitzungen innerhalb Akkons, wo sich der Konvent in einem neuen Samuelskloster etablierte.
Der Konvent muss von einiger Bedeutung gewesen sein. Prämonstratenser versahen den Gottesdienst in der königlichen Kapelle der Burg Akkons und die Äbte von St. Samuel wurden mehrfach durch die Päpste mit Aufgaben im Heiligen Land beauftragt. Ein Besuch der Klosterkirche St. Samuel führte für Pilger zu einem Jahr und 40 Tagen Ablass. Das Kloster dürfte mit dem Fall Akkons 1291 untergegangen sein. Wie die Vertreter anderer Orden fanden die Mitglieder des Konvents möglicherweise in der nächstgelegenen Ordensniederlassung in Zypern Zuflucht, in diesem Fall die Abtei Bellapais.

## Bau und Anlage
St. Samuel befand sich unmittelbar westlich der Burg Akkons. Die Gebäude des Klosters lassen sich wegen der Zerstörungen nach Eroberung der Stadt nicht mehr rekonstruieren.